# Tren suburbano de Salvador
El tren del Suburbio de Salvador es administrado por la empresa estatal Compañía de Transportes del Estado de Bahía (CTB). Está compuesto por una única línea, que une la Ciudad Baja al Suburbio Ferroviario de Salvador. El trayecto de 13,5 km entre las terminales de Calçada y Paripe transcurre por diez estaciones. Transportó a cerca de siete mil pasajeros diariamente, en 2012, bajo un coste de 0,50 reales brasileños el trayecto completo, y 0,25 reales brasileños, para trayectos intermedios. La demanda en 2013 aumentó significativamente, de los 9.300 pasajeros diarios de comienzos de año a 19.000, en septiembre, después de las obras en la Baixa do Fiscal y el cráter abierto en la BR-324, que dificultaron el transporte por carretera (autobús y coches).

## Historia
La línea de ferrocarril fue inaugurada el 28 de junio de 1860 y más tarde pasó a componer el Tráfico Férreo Federal del Este Brasileño (FULBE), después pasó a ser parte de la Superintendencia Regional 7 (SR-7) de la Red Ferroviaria Federal (RFFSA). La línea, que iba hasta el municipio de Simões Filho hasta 1972, con la privatización formando el Ferrocarril Centro-Atlântica, surgiendo la CBTU, que pasó a ser la operadora del sistema. El tramo de operación, entre tanto, fue reducido paulatinamente y desde comienzos de la década de 1980 el último destino al norte es Paripe.
Con los niveles de seguridad y estructura inadecuados, debido al no aislamiento de los railes, el estado ruinoso de los vagones y la falta de comodidad, el sistema ferroviario urbano recibió una inversión de 15 millones de reales a través del convenio entre las esferas municipal y federal para pasarelas, muros, remodelación y aire acondicionado.
El 29 de diciembre de 2012, la reforma del Puente São João fue finalizada, incluyendo la duplicación de la vía y el fin del uso de microbuses para realizar la conexión entre las estaciones de Plataforma y Lobato. Esta obra costó 56,5 millones de reales y mejoró el sistema de transporte del Suburbio. Además, está prevista la entrega de tres trenes, que comportan 750 pasajeros cada uno y ya están en fase de pruebas. De este modo, está previsto que el tráfico medio pase de los siete mil a los 20 mil pasajeros por día; la velocidad, de los 30 km/h a los 70km/h, y el tiempo entre las terminales (Paripe y Calçada) no sobrepasará los 30 minutos.
En abril de 2013, el tren fue transferido al control estatal, después de un acuerdo entre los gobiernos municipal y estatal, con el objetivo de agilizar la construcción de las líneas 1 y 2 del metro, e integrarlas en la línea suburbana y estas al sistema de transporte (autobús), facilitando así el intercambio entre los modos. Posteriormente, el 6 de abril, fue inaugurado el primer tren climatizado de la flota por el prefecto ACM Nieto y su comitiva, hecho que interrumpió el flujo de pasajeros impidiendo la utilización del sistema durante el trayecto de la comitiva para la inauguración. Ese fue uno de los tres trenes fruto de convenio firmado entre la prefectura y la CBTU durante la gestión Juan Enrique; los otros dos deben ser entregados en un plazo de 90 días, dependiendo del gobierno estatal, que ahora controla la CTS. Después de la ley n.º 12911, la Compañía de Transporte de Salvador (CTS) fue legalmente integrada en la estructura estatal bajo la nueva denominación de Compañía de Transportes del Estado de Bahía (CTB).

## Sistema
Entre las estaciones Almeida Brandão, en Plataforma, y Lobato se encuentra el Puente São João. Fue inaugurado en 1952 sustituyendo al puente de Itapagipe. El antiguo había sido construida en 1860 en vía única y los 450 metros de extensión después de la revitalización ocurrida entre los años 2011 y 2012 pudiéndose pilotar en mando doble en el puente compuesto de 15 vanos de 30 metros cada uno y posibilitando una velocidad mayor, de 30 a 60 km/h.

### Estaciones

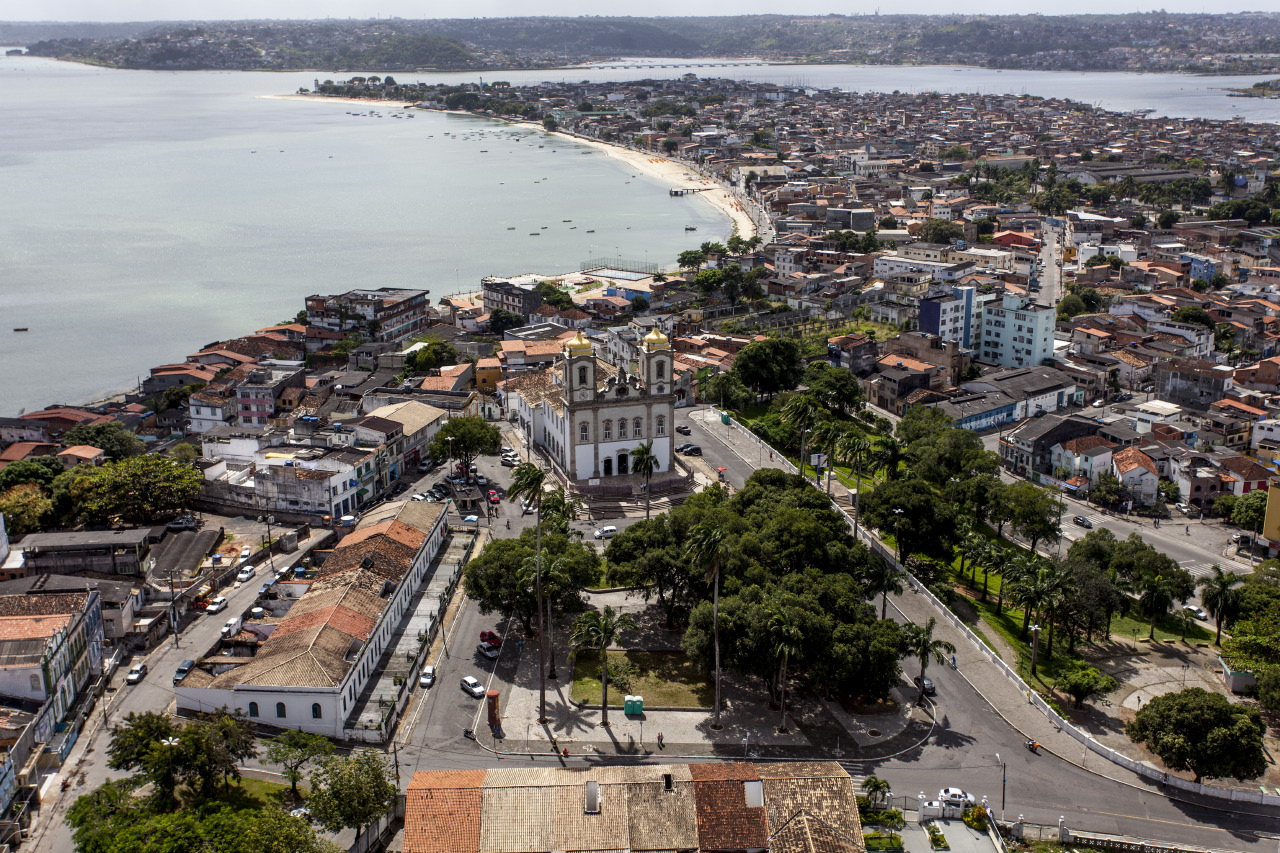
La Iglesia del Bonfim y el Puente São João al fondo atravesando la Ensenada dos Tainheiros.

| KBHFa |

| BHF |

| BHF |

| BHF |

| BHF |

| BHF |

| BHF |

| BHF |

| BHF |

| KBHFe |

### Tabla del sistema
| Línea | Terminales       | Extensión | Inauguración | Longitud (km) | Estaciones | Duración de los viajes (min) | Funcionamiento                        |
| ----- | ---------------- | --------- | ------------ | ------------- | ---------- | ---------------------------- | ------------------------------------- |
| Doble | Calçada ↔ Paripe | ---       | ---          | 13,5          | 10         | 25                           | Diariamente, de las 06:00 a las 20:00 |

### Flota
En abril de 2013 llegó el primer tren climatizado (compuesto por tres vagones), de un convenio de tres trenes climatizados en total, que, con la llegada de los otros dos, incrementará la flota hasta los siete trenes.
| Modelo/Serie                      | Potencia (kW) | Ancho (m) | Fabricante       | Origen         | Año de fabricación | Comprador inicial                         | Flota activa | Flota inactiva | Flota total de vagones | Líneas de operación |
| --------------------------------- | ------------- | --------- | ---------------- | -------------- | ------------------ | ----------------------------------------- | ------------ | -------------- | ---------------------- | ------------------- |
| Carro Motor - ACF                 | ---           | 1,00      | General Electric | Estados Unidos | 1962               | Tráfico Férreo Federal del Este Brasileño | 5            | 4              | 9                      | Calçada ↔ Paripe    |
| TUE Kawasaki/Toshiba - Serie 5900 | 580           | 1,00      | Kawasaki/Toshiba | Japón          | 1957               | Y.F. Sorocabana                           | 2            | 1              | 3                      | Calçada ↔ Paripe    |
| TOTAL                             |               |           |                  |                |                    |                                           | 7            | 5              | 12                     |                     |

## Proyectos
Los proyectos para el Tren de los Suburbio versan, además de en la revitalización y modernización generales, en su transformación en vehículo ligero railes (VLT), extensiones de la línea y conexión con el Metro de Salvador.
La transformación en VLT fue propuesta en 2011 y enviada al Ministerio de las Ciudades, con el fin de recibir recursos del PAC Movilidad.
Sobre la extensión, se proyecta ampliar la línea hacia el sur hasta el barrio de Comercio en Salvador y al norte hasta la Isla de São João, en Simões Filho, y hasta el Polo Petroquímico de Camaçari, en la ciudad homónima. Posteriormente, también se estudiará una prolongación de la línea hasta el municipio de Conceição da Feira, dentro de la Región Metropolitana de Feria de Santana, para mediados de la década de 2020. Existe también la posibilidad de extensión en otra dirección, hacia la isla de Itaparica, que sería implantada en Puente Salvador–Isla de Itaparica, en estudio, en una séptima franja del centro.
Para la integración con el sistema de metro, estaba inicialmente prevista que fuese en la línea 2 del Metro de Salvador, que tendría la Estación Ferroviaria de Calçada como una de sus estaciones terminales. Sin embargo, el proyecto de la línea 2, en licitación, no contemplaba tal interconexión física continua entre las líneas. Existen presentaciones y audiencias sobre posibles conexiones entre la línea del Subúrbio con la línea 1 del metro, como Calçada-Retiro o Lobato-Pirajá.
En la época de la CBTU, había proyectos de integración con los autobuses, en el cual las estaciones terminales, Calçada y Paripe, serían transformadas en estaciones de transbordo, donde sería posible el intercambio modal.

## Estadísticas
| Año               | 2000      | 2001      | 2002      | 2003      | 2004      |
| ----------------- | --------- | --------- | --------- | --------- | --------- |
| Empleados         | 166       | 173       | 181       | 178       | 177       |
| Pasajeros anuales | 2.063.450 | 2.938.696 | 3.081.364 | 4.258.872 | 4.482.859 |

Según datos de la CBTU, explicitados en la tabla de al lado, entre el período 2000-2004, el sistema llegó a tener 181 funcionarios en el año 2002 y transportar casi 4,5 millones de pasajeros en todo el año 2004.